# Élections législatives italiennes de 1913
Les élections législatives italiennes de 1913 (en italien : Elezioni politiche italiane del 1913) ont lieu du 26 octobre 1913 (1er tour) au 2 novembre 1913 (second tour).
Il s'agit des premières élections organisées sur la base du suffrage universel masculin (introduit le 25 mai 1912), avec le système désormais traditionnel de circonscription uninominale à deux tours. Ils ont lancé la XXIVe législature du royaume d'Italie.
Les résultats ont sanctionné le grand succès du pacte Gentiloni: les libéraux ont obtenu 47,6% des voix et 270 élus (dont la plupart avaient signé les accords du pacte).

## Partis et chefs de file
| Parti | Parti                                        | Idéologie                              | Chef de file        |
| ----- | -------------------------------------------- | -------------------------------------- | ------------------- |
|       | Libéraux                                     | Libéralisme, Centrisme                 | Giovanni Giolitti   |
|       | Parti socialiste italien (PSI)               | Socialisme, Socialisme révolutionnaire | Costantino Lazzari  |
|       | Parti radical italien (PR)                   | Radicalisme, Républicanisme            | Ettore Sacchi       |
|       | Parti démocratique constitutionnel (PDC)     | Social-libéralisme, Libéralisme        | Plusieurs           |
|       | Union électorale catholique italienne (UECI) | Cléricalisme, Démocratie chrétienne    | Ottorino Gentiloni  |
|       | Parti socialiste réformateur italien (PSRI)  | Social-démocratie, Social-libéralisme  | Leonida Bissolati   |
|       | Parti démocratique (PD)                      | Social-libéralisme, Social-démocratie  | Plusieurs           |
|       | Parti républicain italien (PRI)              | Républicanisme, Radicalisme            | Napoleone Colajanni |
|       | Conservateurs catholiques (CC)               | Royalisme, Cléricalisme                | Plusieurs           |

## Résultats
| Parti                  | Parti                                 | Voix      | %     | Sièges | +/-        |
| ---------------------- | ------------------------------------- | --------- | ----- | ------ | ---------- |
|                        | Libéraux                              | 2 387 947 | 47,62 | 270    |            |
|                        | Parti socialiste italien              | 883 409   | 17,62 | 52     | 11         |
|                        | Parti radical italien                 | 522 522   | 10,42 | 62     | 14         |
|                        | Parti démocratique constitutionnel    | 277 251   | 5,53  | 29     |            |
|                        | Union électorale catholique italienne | 212 319   | 4,23  | 20     | 2          |
|                        | Parti socialiste réformateur italien  | 196 406   | 3,92  | 19     |            |
|                        | Parti démocratique                    | 138 967   | 2,77  | 11     |            |
|                        | Parti républicain italien             | 102 102   | 2,04  | 8      | 15         |
|                        | Conservateurs catholiques             | 89 630    | 1,79  | 9      |            |
|                        | Républicains dissident                | 71 564    | 1,43  | 9      |            |
|                        | Socialistes indépendants              | 67 133    | 1,34  | 8      |            |
|                        | Radicaux dissident                    | 65 671    | 1,31  | 11     |            |
| Votes invalides/blancs | Votes invalides/blancs                | 85 694    |       |        |            |
| Total                  | Total                                 | 5 100 615 | 100,0 | 508    | stagnation |
| Inscrits/participation | Inscrits/participation                | 8 443 205 | 60,4  |        |            |